# Okrug Zaječar
Der Okrug Zaječar (Kyrillisch: Округ Зајечар), oft auch Zaječarski Okrug (Kyrillisch: Зајечарски округ) genannt, ist ein Okrug (dt. Kreis) im Osten Serbiens. Verwaltungshauptstadt ist die Stadt Zaječar in der Opština Zaječar.

## Bezirk
Die Gemeinden und ihre Verwaltungsstädte im Kreis Zaječar.
| Gemeinde  | Serbische Bezeichnung                | Verwaltungssitz |
| --------- | ------------------------------------ | --------------- |
| Boljevac  | Opština Boljevac / Општина Бољевац   | Boljevac        |
| Knjaževac | Opština Knjaževac / Општина Књажевац | Knjaževac       |
| Sokobanja | Opština Sokobanja / Општина Сокобања | Sokobanja       |
| Zaječar   | Opština Zaječar / Општина Зајечар    | Zaječar         |

## Einwohner
Dieser Bezirk hat laut Volkszählung 2002 (Eigennennung) eine Einwohnerzahl von 158.131.

## Tourismus
Romuliana in Gamzigrad war der Sitz des römischen Herrschers Galerius im späten 3. und 4. Jahrhundert. Nach Zahl und Qualität der Funde ist Gamzigrad eine der repräsentativsten römischen Städte des Balkans. Historische Fundstücke wie Schmuck, Geld, Werkzeuge und Waffen deuten auf eine große Zivilisation in dieser Region.

## Wirtschaft
Die wirtschaftlichen Trends im Zaječar Bezirk tendieren zum Kunstgewerbe, industrielle Aufbereitung, agrarwirtschaftliche Produkte aus (Textilfabriken, Lederfabriken, Brauereien, Sandminen und Kohleminen) und Pflanzenwirtschaft mit hohen Leistungsraten.
Koordinaten: 43° 54′ N, 22° 18′ O